# Чо Ин Джу
Чо Ин Джу (кор. 조인주; род. 13 апреля 1969, Тамян) — южнокорейский боксёр, представитель второй наилегчайшей весовой категории. Выступал на профессиональном уровне в период 1992—2001 годов, владел титулом чемпиона мира по версии WBC.

## Биография
Чо Ин Джу родился 13 апреля 1969 года в уезде Тамян провинции Чолла-Намдо, Южная Корея.

### Любительская карьера
Впервые заявил о себе на международной арене в сезоне 1987 года, когда вошёл в состав южнокорейской национальной сборной и побывал на чемпионате мира среди юниоров в Гаване, откуда привёз награду серебряного достоинства, выигранную в зачёте наилегчайшей весовой категории — в решающем финальном поединке был остановлен американцем Карлом Дэниелсом, будущим чемпионом мира среди профессионалов.
В 1991 году принял участие в матчевой встрече со сборной США на Гавайях, уступив со счётом 0:3 американцу Серхио Рейесу.

### Профессиональная карьера
Покинув расположение корейской сборной, в апреле 1992 года Чо успешно дебютировал на профессиональном уровне, отправив своего первого соперника в нокаут в четвёртом раунде. Выступал исключительно на домашних рингах Южной Кореи, в течение шести лет одержал в общей сложности 12 побед, не потерпев при этом ни одного поражения.
Благодаря череде удачных выступлений в 1998 году удостоился права оспорить титул чемпиона мира во второй наилегчайшей весовой категории по версии Всемирного боксёрского совета (WBC), который на тот момент принадлежал филиппинцу Джерри Пеньялосе. Противостояние между ними продлилось все отведённые 12 раундов, в итоге судьи раздельным решением отдали победу Чо.
Чо Ин Джу сумел пять раз защитить полученный чемпионский пояс, побеждая сильнейших представителей своего дивизиона, в том числе по очкам вновь выиграл у Пеньялосы.
Лишился титула во время шестой защиты в августе 2000 года, проиграв единогласным судейским решением представителю Японии Масамори Токуяме. В следующем году между ним и Токуямой состоялся матч-реванш, на сей раз японец выиграл нокаутом в пятом раунде. После этих двух поражений Чо принял решение завершить карьеру профессионального спортсмена.